# Born Free Foundation
La Fundación Nacidos Libres (Born Free Foundation en inglés) es una organización por la conservación y los derechos de los animales con base en Reino Unido, enfocada en los animales salvajes. Se originó en 1984 como la "Campaña de Vigilancia a los Zoológicos" por los actores Virginia McKenna y su esposo, Bill Travers, junto con su hijo, Will Travers y cuatro asociados.

## Creación
McKenna y Travers habían quedado muy afectados por los suplicios que padecen los animales salvajes después de que protagonizaran la película dramática Born Free (Nacida libre o La leona de dos mundos), que contó la historia de cuando George y Joy Adamson devolvieron a Elsa la Leona a la vida salvaje en África.
Ambos aparecieron en muchos filmes más sobre animales y produjeron para la televisión documentales anti-zoológicos y sobre la vida salvaje.
El 20 de julio de 1998 se estableció oficialmente la Born Free Foundation Limited, una organización paraguas hoy conformada por la Campaña de Vigilancia a los zoológicos, la Campaña 'Elefamigos', Campaña Lobo, Campaña Delfín, Campaña Primate, Campaña Grandes Felinos y la Campaña Oso. Es una organización caritativa registrada en Inglaterra y Gales.
La Fundación Nacidos Libres se compromete a la conservación y el cuidado de los animales, y a realizar campañas de concienciación para prevenir el abuso animal y mantener la vida salvaje en su hábitat natural. Su logo es un león, que retrata a Elsa.
La fundación es parte de la Coalición Internacional Tigre.

## 25 aniversario
El 14 de noviembre de 2009 Bryan Adams, Martin Clunes, Gabriella Cilmi, Mutya Buena, Joanna Lumley y muchas otras celebridades benefactoras se reunieron en el Royal Albert Hall para ayudar a salvar 25 000 animales salvajes y conmemorar el 25 aniversario de la fundación.